# Orihime Inoue
Orihime Inoue (井上 織姫 ) je izmišljeni lik iz anime i manga serijala BLEACH koju je stvorio Taito Kubo. Ona je drugarica iz srednje škole glavnog junaka serije Ičiga Kurosakija. Nakon što Ičigo zadobije moć Šinigamija, Orihime ubrzo razvija sopstvene moći pod imenom Šun Šun Rika i odlučuje da mu pomogne u spasavanju Rukije Kučiki. 
Pored mange, Orihime Inoue se pojavljuje i u anime serijalu, filmovima, video igrama kao i rok mjuziklima. Njen lik je bio vrlo omiljen među čitaocima, svrstavajući je u sam vrh popularnih BLEACH likova. Dodatno, Orihime je od strane kritičara dobila pozitivne ocene za razvoj njenog karaktera. U anime serijalu, glas joj na japanskom jeziku pozajmljuje Juki Macuoka, a na engleskom, Stefani Šeh.